# Eugeniów (uroczysko)
Eugeniów – uroczysko-dawna miejscowość, nieistniejąca wieś w województwie świętokrzyskim w powiecie koneckim w gminie Gowarczów.
Położony jest w gąszczu lasu. Aczkolwiek główna część dawnej wsi znajduje się obecnie w województwie świętokrzyskim, jej wschodnia część leży w województwie mazowieckim, w powiecie przysuskim, w gminie Przysucha.

## Historia
Eugeniów to dawna wieś. W latach 1867–1954 należał do gminy Stużno w powiecie opoczyńskim, początkowo w guberni kieleckiej, a od 1919 w woj. kieleckim. Tam 4 listopada 1933 wszedł w skład gromady o nazwie Eugenjów w gminie Stużno, składającej się z samej wsi Eugeniów. 1 kwietnia 1939 wraz z resztą powiatu opoczyńskiego został włączony do woj. łódzkiego.
Podczas II wojny światowej Eugeniów włączono do Generalnego Gubernatorstwa (dystrykt radomski, powiat tomaszowski), nadal jako gromada (Eugieniów) w gminie Stużno, licząca w 1943 roku 285 mieszkańców. Po wojnie początkowo w województwie łódzkim, a od 6 lipca 1950 ponownie w województwa kieleckim, jako jedna z 18 gromad gminy Stużno w reaktywowanym powiecie opoczyńskim.
Likwidacja Eugeniowa wiąże się z istniejącym w okolicy od końca XIX wieku poligonu wojskowego Barycz. Na początku lat 1950. został on rozbudowany i wówczas z tych terenów wysiedlono mieszkańców wsi: Budki, Eugeniów, Gąsiorów, Gródek, Huta, Januchta, Józefów, Kacprów, Ludwinów, Stefanów, Wola Nosowa i Zapniów. Jednak już na przełomie lat 50. i 60. poligon zlikwidowano, a już 1 stycznia 1959 utworzono na tym terenie Nadleśnictwo Barycz, którego głównym celem było zalesienie ponad 4000 ha gruntów rolnych byłego poligonu. 31 grudnia 1959 Eugeniów wyłączono z gromady Gowarczów, włączając go do gromady Ruski Bród w powiecie przysuskim.
W miejscowości Brzeźnica wzniesiono krzyż i pamiątkowe tablice z 2005 roku. Tablica po lewej stronie poświęcona jest leśnikom i robotnikom leśnym pracującym tutaj w latach 1960–1975, natomiast tablica po prawej stronie mieszkańcom wsi, którzy mieszkali na tych terenach przed wysiedleniem.